# Obedience thru Suffering
Obedience thru Suffering è il primo album in studio del gruppo musicale sludge metal Crowbar, pubblicato il 26 settembre 1991.

## Tracce
1. Waiting in Silence – 4:11
2. I Despise – 3:31
3. A Breed Apart – 4:36
4. Obedience Thru Suffering – 3:17
5. Vacuum – 3:15
6. 4 Walls – 3:32
7. Subversion – 3:27
8. Feeding Fear – 4:00
9. My Agony – 3:18
10. The Innocent – 4:58

## Formazione
- Kirk Windstein - voce e chitarra
- Kevin Noonan - chitarra
- Todd Strange - basso
- Craig Nunenmacher - batteria